# Dawen He (vattendrag i Kina)
Dawen He är ett vattendrag i Kina. Det ligger i provinsen Shandong, i den östra delen av landet, omkring 93 kilometer sydväst om provinshuvudstaden Jinan.
Genomsnittlig årsnederbörd är 737 millimeter. Den regnigaste månaden är juli, med i genomsnitt 241 mm nederbörd, och den torraste är januari, med 6 mm nederbörd.